# Paralcidia
Paralcidia là một chi bướm đêm thuộc họ Geometridae.